# Страут, Элизабет
Элизабет Страут (англ. Elizabeth Strout; род. 6 января 1956, Портленд, Мэн) — американская писательница, прежде всего известна благодаря роману «Оливия Киттеридж», который в 2009 году получил Пулитцеровскую премию.

## Биография
Родилась 6 января 1956 года в Портленде, штат Мэн. Детство провела в небольших городках штата Мэн и штата Нью-Гемпшир. Её отец — профессор естественных наук (паразитолог, исследовавшего тропических паразитов), мать — профессор английского языка, учитель в школе. Родители Элизабет придерживались пуританских взглядов и отличались чрезмерной строгостью, не позволяли своим детям (Элизабет имеет брата) смотреть телевизор, ходить на вечеринки и свидания.
Окончив Колледж Бэйтс, Страут на год переехала в Англию, где изучала право в Оксфорде. В 1982 году окончила правовой колледж при Сиракьюсском университете. В этом году журнал New Letters опубликовал её дебютный рассказ.
Страут переехала в Нью-Йорк, где работала официанткой и начала писать ранние романы и рассказы, но без особого успеха. Она продолжала писать рассказы, которые публиковались в литературных журналах, а также в Redbook и Seventeen. Она поступила на юридический факультет Сиракузского университета и занималась юридической практикой в течение шести месяцев, после чего из-за сокращения финансирования её работа в качестве адвоката прекратилась.

## Писательская карьера
В 1998 году вышел в свет её дебютный роман — «Эми и Исабель», в 2000 году роман попал в короткий список Женской литературной премии Оранж, а также принес писательнице номинацию на премию Фолкнера за лучшее художественное произведение, в 2001 году роман был экранизирован, главную роль в фильме сыграла Элизабет Шу.
Её второй роман — «Пребудь со мной» вышел в 2006 году и получил положительную оценку критиков, однако не смог повторить успеха первого. Признание пришло к писательнице в 2008 году, после выхода романа «Оливия Киттеридж», который в 2009 году получил Пулитцеровскую премию, и в 2014 году был экранизирован.
Последние романы писательницы: «Братья Берджес», «Меня зовут Люси Бартон» и «Все возможно».
В октябре 2021 года был опубликован роман "О, Уильям!". Роман возвращает нас к миру Люси Бартон и, по словам Страут, в первую очередь о том, "как трудно когда-либо узнать кого-либо, включая нас самих". Он был включен в короткий список Букеровской премии 2022 года.

## Личная жизнь
Писательница имеет дочь Зарину от первого брака. Во второй раз вышла замуж за бывшего генерального прокурора штата Мэн Джеймса Тирни. Сейчас живёт в Нью-Йорке и Брансуике.